# Brinnon
Brinnon è un census-designated place (CDP) degli Stati Uniti d'America, situato nello stato di Washington, nella contea di Jefferson.